# Tie Cup

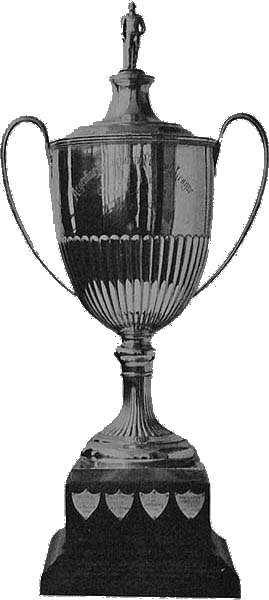
Il trofeo dato al vincitore.

La Tie Cup fu un torneo internazionale di calcio, giocato tra club dell'Argentina e dell'Uruguay. Fu uno dei primi tornei a cui partecipassero squadre di differenti nazioni.

## Storia
La coppa fu donata da Francis Hepburn Chevallier-Boutell, presidente dell'Argentine Association Football League, nel 1900. Il torneo fu giocato a cadenza annuale fino al 1919, anno dell'ultima edizione.

## Regolamento
Tra il 1900 e il 1906 si qualificavano tre squadre dell'Argentina, di cui una da Rosario (e due di esse si dovevano incontrare in semifinale), e una dall'Uruguay, per un totale di quattro partecipanti.
Dal 1907 a 1919 solo la finale del torneo fu un incontro internazionale, ovvero una partita tra una squadra argentina e una uruguaiana. Le partecipanti erano decise per qualificazione attraverso la Copa de Competencia Jockey Club.

## Albo d'oro
- 1900:  Belgrano Athletic Club
- 1901:  Alumni
- 1902:  Rosario Athletic
- 1903:  Alumni
- 1904:  Rosario Athletic
- 1905:  Rosario Athletic
- 1906:  Alumni
- 1907:  Alumni
- 1908:  Alumni
- 1909:  Alumni
- 1910: torneo non finito
- 1911:  Montevideo Wanderers
- 1912:  San Isidro
- 1913:  Nacional
- 1914:  River Plate
- 1915:  Nacional
- 1916:  Peñarol
- 1917:  Montevideo Wanderers
- 1918:  Montevideo Wanderers
- 1919:  Boca Juniors

## Vittorie per club
- 6:  Alumni
- 3:  Rosario Athletic,  Montevideo Wanderers
- 2:  Nacional
- 1:  Belgrano Athletic Club,  San Isidro,  River Plate,  Peñarol,  Boca Juniors

## Vittorie per nazioni
- Argentina: 13
- Uruguay: 6